# Pärlhägg
Pärlhägg (Prunus grayana) är en art i familjen rosväxter från Japan.

## Synonymer
Padus grayana (Maximowicz) C.K.Schneider
Prunus padus var. japonica Miquel